# Gewone lijsterbesmineermot
De gewone lijsterbesmineermot (Stigmella nylandriella) is een vlinder uit de familie dwergmineermotten (Nepticulidae). De wetenschappelijke naam is voor het eerst geldig gepubliceerd in 1848 door Tengstrom.
De soort komt voor in Europa.